# 川上泰生
川上 泰生（かわかみ やすお、1953年8月30日 - ）は、日本のタレント、お笑い芸人。大分県大分市出身。PINES所属。現在は九州地方で、ローカルタレントとして活躍している。

## 来歴・人物
コントユニット「ヒップアップ」の一員として、『オレたちひょうきん族』などに出演。主にネタ考案の役割を持っており、「アダモステ」のネタも川上が考案した。
トリオ解散（自然消滅）後、1990年代後期から地元である九州に活躍の場を移す。『めんたいワイド』のレギュラー（イムズ前レポーター）を皮切りに、『朝はポレポレ』など、様々な地元ローカル番組に出演。
40代に入るころから頭髪が薄くなり、1998年ころからカツラを被りはじめる。そのことは別に秘密ではないようで、カツラメーカー「アーバンヘアー・ミキ」のCMにも出演していた。現在でも、普段はバンダナを巻いてテレビ出演しているが、このカツラを装着してテレビ出演することもある。また、入浴などのシーンではカツラを外している。
現在は「福岡の顔」といった形。長らく東京で活躍していたことから、東京のタレントにも友人・知人が多い。そのため、ナイトシャッフルでの「一日おもてなし」のコーナーでは、来福する大物芸能人のエスコートをする場合が多い。
2006年6月より、福岡市にて「カワカミスクール」を開校。テレビで通用するリポーターやタレントの養成を、こかどひろこ、池田史らと担うことになっている。
2012年5月に小林すすむ、2023年12月に島崎俊郎がそれぞれ死去したため、現在は「ヒップアップ」のメンバーで唯一の存命者となっている。

### CM
- キリン一番搾り（2008年3月 - 4月）

## 過去の出演番組
ヒップアップ時代の出演番組・作品はヒップアップの出演項目を参照。
- 朝はポレポレ（KBCテレビ）
- れじゃぐるテレビ（大分朝日放送）
- めんたいワイド (福岡放送)
- ナイトシャッフル (福岡放送)